# Marc Lescarbot

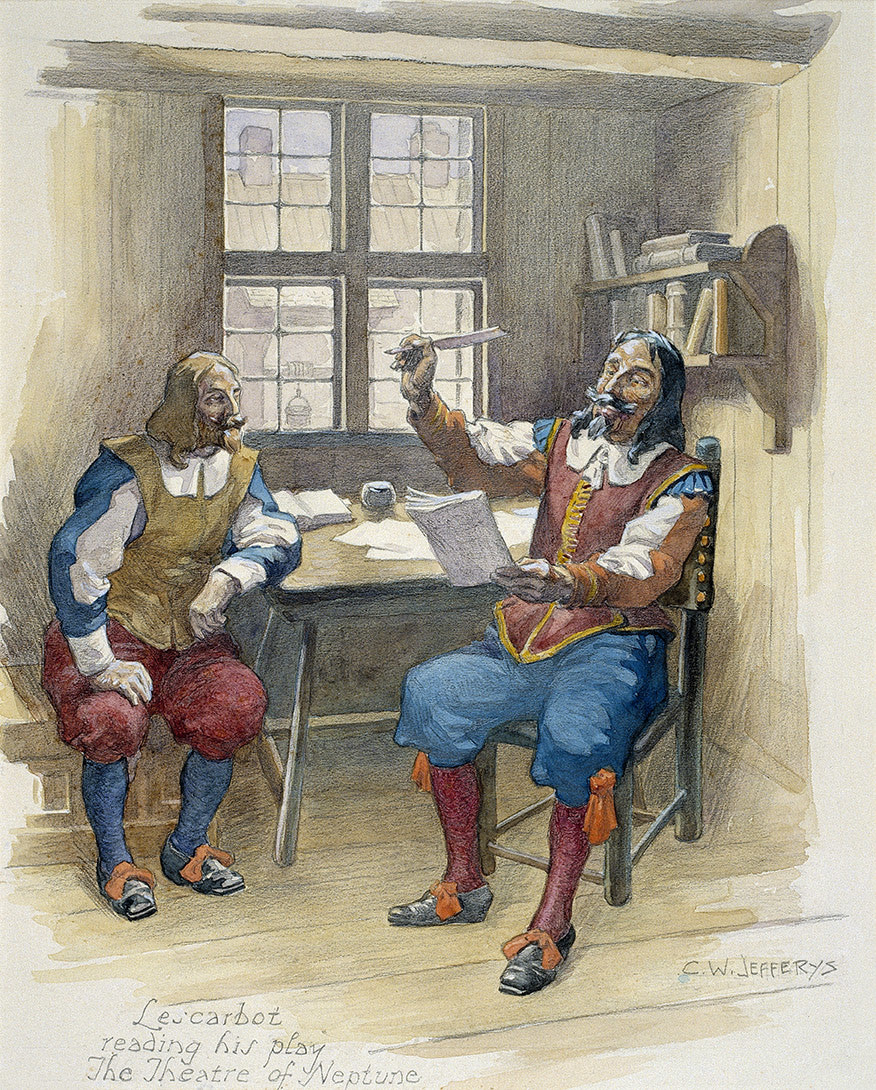
Marc Lescarbot bei der Lesung seines Stücks Das Neptun-Theater (Aquarell-Zeichnung von C. W. Jefferys, 1941)

Marc Lescarbot (* um 1570 in Vervins in Thiérache; † 1642 in Presles-et-Boves) war ein nordfranzösischer Anwalt, Reisender und Autor. Sein wichtigstes Werk ist eine Geschichte Neufrankreichs, die Histoire de la Nouvelle-France, die erstmals 1609 erschien. Es wurde dreimal aufgelegt, wurde zweimal ins Englische und einmal ins Deutsche übersetzt. Henry P. Biggar nannte ihn den „französischen Hakluyt“ (nach dem englischen Geographen Richard Hakluyt). Besonders wichtig sind seine zeitgenössischen historischen und ethnologischen Beobachtungen und Aufzeichnungen, insbesondere der Gesänge der Indianer der Ostküste Nordamerikas.

## Leben und Werk

### Herkunft, Anwaltskarriere, Übersetzungen
Marc Lescarbot wurde im Grenzraum zwischen Frankreich und den Spanischen Niederlanden geboren, östlich von Soissons. Seine Familie kam wahrscheinlich aus Guise in der Picardie, doch berichtet er selbst, seine Vorfahren seien aus Saint-Pol-de-Léon in der Bretagne gekommen.
Zunächst besuchte er das Collège in Vervins, dann in Laon, wo er von Bischof Valentin Duglas (auch Douglas) protegiert wurde, der dieses Amt von 1581 bis 1598 innehatte. So konnte Lescarbot mit einem Stipendium nach Paris gehen. Dort erhielt er eine klassische Bildung, lernte vor allem Latein, Griechisch und Hebräisch. Hinzu kam ein breites Wissen über antike und moderne Literatur. Danach studierte er kanonisches und bürgerliches Recht, ein Studium, das er 1598 als Baccalaureus abschloss.
Bei den Verhandlungen im Vorfeld des Vertrags von Vervins zwischen Spanien und Frankreich, der am 2. Mai 1598 abgeschlossen wurde, übernahm er eine Nebenrolle. Doch hielt er eine lateinische Rede, als die Verhandlungen ins Stocken gerieten. Nach dem Friedensschluss publizierte er Friedensgedichte und eine Inschrift. 1599 wurde er in das Parlement de Paris als Anwalt geholt. Nebenbei übersetzte er drei lateinische Werke ins Französische. Es entstanden: Discours de l’origine des Russiens, die Discours véritable de la réunion des églises von Kardinal Cesare Baronio und der Guide des curés von Karl Borromäus. Letzteres widmete er zwar dem neuen Bischof von Laon, Godefroy de Billy, doch publizierte er es erst 1613, ein Jahr nach dessen Tod.
In Paris unterhielt Lescarbot Kontakte zu Frédéric und Claude Morel, seine ersten Drucker, sowie zum Dichter Guillaume Colletet. Dabei befasste er sich mit Medizin und übersetzte ein Pamphlet von Dr. François Citois mit dem Titel Histoire merveilleuse de l’abstinence triennale d’une fille de Confolens (1602). Doch nicht nur in Paris, sondern auch in seiner Heimat unterhielt er Kontakte.

### Reise nach Französisch-Nordamerika (1606–1607), sein Hauptwerk (1609)

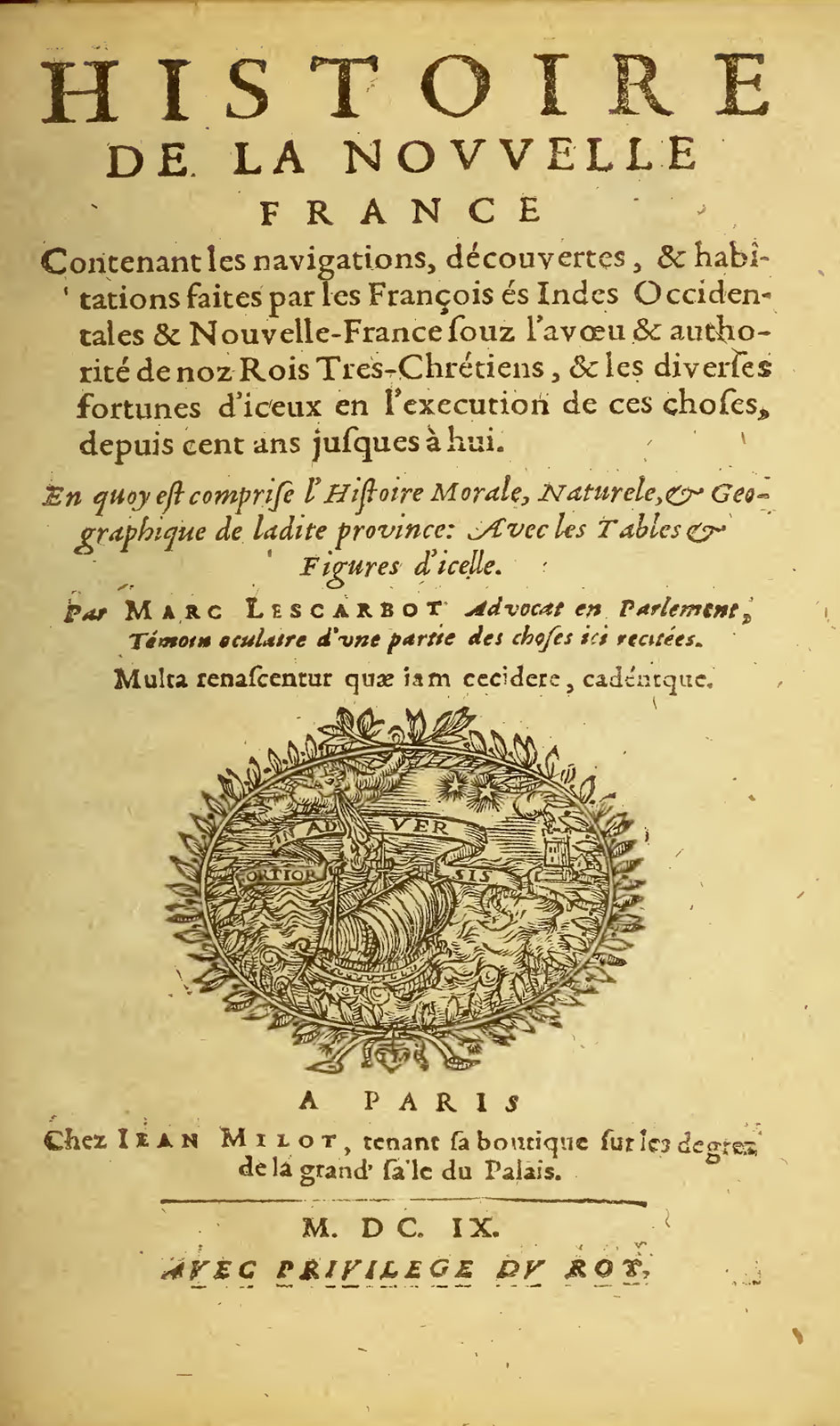
Titelblatt der 1609 erschienenen Histoire de la Nouvelle-France

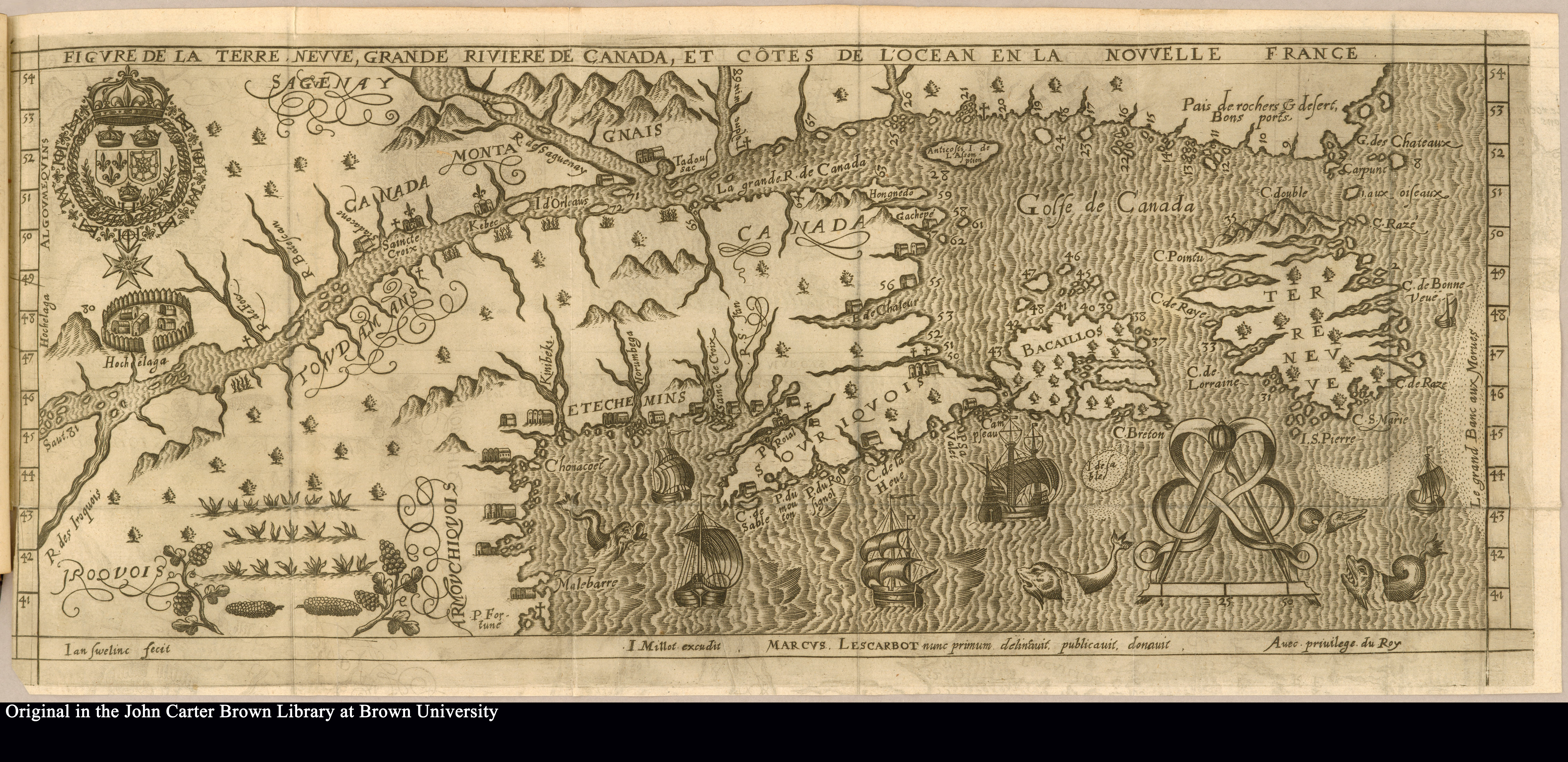
Karte aus Scarbots Histoire de la Nouvelle France contenant les navigations, découvertes, & habitations faites pare les François és Indes Occidentales & Nouvelle-France … avec les tables & figures d'icelle, Jean Millot, Paris 1609, nach S. 224 (Digitalisat)

Eine Prozessniederlage infolge der Bestechlichkeit eines Richters ließ ihn zeitweise Abstand von seinem Berufsstand nehmen. Als er daher von einem seiner Klienten, Jean de Biencourt de Poutrincourt, der mit dem Unternehmen von Sieur Pierre Dugua de Mons verbunden war, den Vorschlag erhielt, nach Acadia an der Ostküste Nordamerikas zu reisen, nahm er das Angebot gern an. Er dichtete ein Adieu à la France und stach von La Rochelle am 13. Mai 1606 in See. Er erreichte Port Royal im Juli und verbrachte den Rest des Jahres dort, um im Frühjahr 1607 zu einer Reise zum Saint John River und zur Île Sainte-Croix aufzubrechen. Doch im Sommer wurde Monts Erlaubnis, eine Kolonie zu gründen, widerrufen, so dass die gesamte Kolonie nach Frankreich zurückkehren musste.
Unterwegs verfasste Lescarbot ein episches Gedicht mit dem Titel La défaite des sauvages armouchiquois. Schließlich unternahm er den Versuch, eine umfangreiche Geschichte der französischen Kolonisierungsversuche in Amerika zu schreiben, die Histoire de la Nouvelle-France. Die erste Auflage erschien in Paris im Jahr 1609 bei Jean Millot. Von hohem Quellenwert sind dabei weniger die allgemeinen Berichte über Franzosen in der Neuen Welt, als vielmehr seine Einlassungen zu Monts Unternehmen in Acadia, wo er die Überlebenden des kurzlebigen Siedlungsversuchs von Sainte-Croix kennengelernt hatte, aber auch Teilnehmer und Organisatoren früherer Reisen, wie François Gravé Du Pont, de Monts selbst und Samuel de Champlain; auch hatte er während seines einjährigen Aufenthalts die Region intensiv kennengelernt.
1611–12 und 1617–18 kam es zu zwei weiteren Auflagen seiner Histoire, dann wurde La conversion des sauvages aufgelegt (1610) sowie die Relation derrière (1612). Darin beschrieb er die Wiedereinrichtung der Kolonie durch Jean de Poutrincourt, dessen Dispute und die seines Sohnes Charles de Biencourt mit ihren Gegnern, den Jesuiten Pierre Biard (1567–1622), Énemond Massé (1575–1646) und Du Thet (1575–1613), schließlich über den Untergang der Kolonie durch den Engländer Samuel Argall. Bei diesen Vorgängen, die er selbst ja nicht erlebt hatte, folgte er Poutrincourt, Biencourt, Imbert und weiteren Augenzeugen.
Besonders wichtig ist Lescarbots letzter Teil der Histoire, den er vollständig den Ureinwohnern widmete, für die er sich besonders interessierte. Er besuchte häufig Häuptlinge und Krieger der Souriquois (Mi'kmaq), beschrieb ihre Gebräuche, notierte ihre Äußerungen, schrieb ihre Gesänge nieder. In vielerlei Hinsicht hielt er sie für zivilisierter und tugendhafter als die Europäer, doch bedauerte er sie für ihr Unwissen in den Dingen des Weins und der Liebe.
In der Kolonie sah er ein Betätigungsfeld für unternehmende Geister, eine Handelsgelegenheit, einen sozialen Gewinn und eine Möglichkeit für das Mutterland, seinen Einfluss auszudehnen. Er favorisierte Handelsmonopole, um die Kolonisierungskosten zu kompensieren, denn in seinen Augen führte Freihandel zur Anarchie und brachte nichts Dauerhaftes hervor.
In allen Auflagen enthielt die Histoire als Anhang eine knappe Sammlung von Gedichten unter dem Titel Les muses de la Nouvelle-France, die auch eigenständig publiziert wurden. Nur sein Théâtre de Neptune, das einen Teil der Muses bildet, und worin er allegorisch die Rückkehr Poutrincourts Port-Royal beschreibt, wurde sprachgeschichtlich bedeutsam, da Tritonen und Indianer auf Französisch, Gaskognisch und in Souriquois den Ruhm des Koloniegründers und des Königs besingen. Diese Aufführung war wohl die erste ihrer Art in Nordamerika.

### Diplomatische Dienste in der Schweiz
Als Sekretär von Pierre de Castille, des Schwiegersohns und Gesandten des Superintendenten für die Finanzen Pierre Jeannin, ging er in die Schweiz. Er besuchte die Schweiz und Teile Deutschlands und entwarf ein Tableau de la Suisse, ein halb beschreibendes, halb historisches Werk in Gedicht- und Prosaform (1618). Vom König erhielt er dafür 300 Livre.

### Ehe (1619), Prozesse, letzte Auswanderungspläne
Am 3. September 1619 heiratete er in der Kirche St-Germain-l’Auxerrois in Paris Françoise de Valpergue, eine junge adlige Witwe, die von Betrügern ruiniert worden war. Ihm gelang es, ihr Haus in Presles vor Gericht zurückzugewinnen, dazu ein Landgut, doch verbitterte die permanente Beschäftigung mit diesen Verfahren ihr Leben.
1629 versuchte er Kardinal Richelieus Aufmerksamkeit durch Beschreibungen der Belagerung von La Rochelle zu erlangen. Seine Beziehungen zu Charles de Biencourt und Charles de Saint-Étienne de La Tour und seine Beziehungen zur Neuen Welt pflegte er so gut es ging. Die Passagierliste eines Versorgungsschiffs für La Tour aus dem Jahr 1633 nennt einen Marc Lescarbot, doch handelte es sich vermutlich um seinen gleichnamigen Neffen. In jedem Falle korrespondierte er mit Isaac de Razilly; ein Brief des Gouverneurs vom 16. August 1634 ist erhalten. Darin teilt er Einzelheiten über die Gründung von La Hève mit und fordert Lescarbot auf, zusammen mit seiner Frau in Acadia zu siedeln. Doch dieser verbrachte die letzten Jahre seines Lebens in Presles-et-Boves, wo er ohne Kinder 1642 starb.
Von seinen zahlreichen Schriften, die oftmals anonym publiziert wurden, kennen wir ein Traité de la polygamie, hingegen ist sein Traité de la guerre verlorengegangen. Darüber hinaus war er Musiker, Kalligraph, ein technischer Zeichner. Zudem war er der erste, der indianische Lieder aufzeichnete.

## Werke (Auswahl)
- Noua Francia: Gründliche History Von Erfündung der grossen Landschafft Noua Francia, oder New Franckreich genannt, auch von den Sitten vnd Beschaffenheit derselben wilden Völcker; Auß einem zu Pariß gedruckten Französischen Buch summarischer weiß ins Teutsch gebracht. Augsburg 1613. (Digitalisat der Bayerischen Staatsbibliothek).